# Korda, Fotógrafo en Revolución
Korda, Fotógrafo en Revolución é um documentário mexicano de 2003, dirigido por Alejandro Strauss. O filme documenta a vida e obra de Alberto Korda, o fotógrafo que capturou em 1960 a imagem mais emblemática de Ernesto Che Guevara.

## Prêmios e indicações
Emmy Internacional 2004
1. Melhor Programa Artístico (indicado)[3]

Festival Pantalla de Cristal 2003
1. Melhor Documentário (indicado)[4]